# Schnipperingen
Schnipperingen ist eine Ortschaft in der Gemeinde Wipperfürth im Oberbergischen Kreis im Regierungsbezirk Köln in Nordrhein-Westfalen (Deutschland).

## Lage und Beschreibung
Der Ort liegt im Südosten der Stadt Wipperfürth an der Stadtgrenze zu Marienheide. Am südlichen Ortsrand entspringt ein rechtes Nebengewässer der Lindlarer Sülz. Nachbarorte sind Oberholl, Obergaul, Eiringhausen und Schnipperinger Mühle.
Der Ort gehört zum Gemeindewahlbezirk 142 und damit zum Ortsteil Dohrgaul.

## Geschichte
Um 1443 wird der Ort erstmals unter der Bezeichnung „Snypperinghen“ in einer Einkunfts- und Rechteliste des Kölner Apostelstiftes genannt. Die Karte Topographia Ducatus Montani aus dem Jahre 1715 zeigt drei Höfe und bezeichnet diese mit „Schnipering“. Die Topographische Aufnahme der Rheinlande von 1825 zeigt auf umgrenztem Hofraum unter dem Namen „Ob. Hoel“ vier getrennt voneinander liegende Grundrisse. In der Preußischen Uraufnahme von 1840 lautet die Ortsbezeichnung „Schniperingsen“. Ab der topografischen Karte der Jahre 1894 bis 1896 wird der heute gebräuchliche Ortsname Schnipperingen verwendet.

## Busverbindungen
Über die Haltestelle Mittelweg der Linie 399 (VRS/OVAG) ist Schnipperingen an den öffentlichen Personennahverkehr angebunden.

## Wanderwege
Der vom SGV ausgeschilderte Rundwanderweg A3 führt durch den Ort.